# Bałtyk Gdynia
Stowarzyszenie Klub Sportowy Bałtyk Gdynia is een Poolse voetbalclub uit Gdynia.
De club werd in 1930 opgericht en speelt in het GOSiR stadion dat plaats biedt aan 15.500 toeschouwers. De club komt anno 2011 uit in de II liga West. In 1983 nam Bałtyk Gdynia deel aan de Intertoto Cup waarin het derde werd in de poule.

## Historische namen
- 1930 : Bałtyk Gdynia
- 1934 : RKS Bałtyk Gdynia
- 1949 : KS Stal Gdynia
- 1956 : AKS Bałtyk Gdynia
- 1967 : RKS Bałtyk Gdynia
- 1980 : SKS Bałtyk Gdynia
- 1996 : SS Bałtyk Gdynia
- 1997 : KP Bałtyk Gdynia
- 2004 : SKS Bałtyk Gdynia

## Bałtyk Gdynia in Europa
| Seizoen | Competitie    | Ronde | Land                | Club                  | Score    |
| ------- | ------------- | ----- | ------------------- | --------------------- | -------- |
| 1983    | Intertoto Cup | Groep | Vlag van Denemarken | Boldklubben 1903      | 1-1, 2-1 |
|         |               |       | Vlag van Zweden     | IFK Göteborg          | 0-3, 0-0 |
|         |               |       | Vlag van Oostenrijk | Admira Wacker Mödling | 3-1, 2-3 |